# NGC 4497
NGC 4497 = IC 3452 ist eine linsenförmige Galaxie vom Hubble-Typ SB0-a im Sternbild Jungfrau am Nordsternhimmel, die schätzungsweise 44 Millionen Lichtjahre von der Milchstraße entfernt ist.
Das Objekt wurde am 15. März 1784 von dem deutsch-britischen Astronomen Wilhelm Herschel entdeckt.